# Marbles (Album)
Marbles (englisch für „Murmeln“) ist das dreizehnte Studioalbum und erste Studiodoppelalbum der britischen Progressive-Rock-Band Marillion. Die CD wurde im April 2004 veröffentlicht.

## Hintergrund
Der Albumtitel Marbles, auf Deutsch „Murmeln“, ist der Titel eines Gedichts von Steve Hogarth, welches für das Album in vier Teile geteilt wurde, die dort als Bindeglieder zwischen anderen Stücken dienen (Marbles I-IV). „I lost my marbles“ ist auch eine englische Redensart, die so viel bedeutet wie „nicht mehr bei Sinnen zu sein“. Mehrere Songs handeln auch von Menschen, die (scheinbar) nicht bei Sinnen sind beziehungsweise den Verstand verlieren, wie zum Beispiel The Invisible Man oder Neverland. Der Song Ocean Cloud würdigt Don Allum, den ersten Menschen, der den Atlantik in beiden Richtungen per Ruderboot durchquerte – eine Aktion, aufgrund derer man auch an den Sinnen zweifeln kann. Ähnlich wie beim Album Anoraknophobia gab es eine Kampagne für die Finanzierung durch die Fans, besonderes Augenmerk wurde auf die Promotion gelegt. An dieser Kampagne beteiligten sich über 18000 Fans. Da der Distributor keine Doppel-CD in die Läden bringen wollte, wurde das Werk für den Vertrieb über EMI auf die Länge einer CD kondensiert. Die Doppel-CD gab es nur direkt bei Marillion.

## Titelliste
Alle Lieder wurden geschrieben von Steve Hogarth, Steve Rothery, Mark Kelly, Pete Trewavas und Ian Mosley.

### Doppel-CD-Version
CD1
1. The Invisible Man (13:37)
2. Marbles I (01:42)
3. Genie (04:54)
4. Fantastic Place (06:12)
5. The Only Unforgivable Thing (07:13)
6. Marbles II (02:02)
7. Ocean Cloud (17:58)

CD2
1. Marbles III (01:51)
2. The Damage (04:35)
3. Don’t Hurt Yourself (05:48)
4. You’re Gone (06:25)
5. Angelina (07:42)
6. Drilling Holes (05:11)
7. Marbles IV (01:26)
8. Neverland (12:10)

### Einzel-CD-Version
1. The Invisible Man (13:37)
2. Marbles I (01:42)
3. You’re Gone (06:25)
4. Angelina (07:42)
5. Marbles II (02:02)
6. Don’t Hurt Yourself (05:48)
7. Fantastic Place (06:12)
8. Marbles III (01:51)
9. Drilling Holes (05:11)
10. Marbles IV (01:26)
11. Neverland (12:10)
12. Bonustrack (in Europa): You’re Gone (Single-Mix) – 4:05
13. Bonustrack (in Nordamerika): Don’t Hurt Yourself (Musikvideo)

### Doppel-LP-Version
Seite 1
1. The Invisible Man (13:37)
2. Marbles I (01:42)

Seite 2
1. You’re Gone (06:25)
2. Angelina (07:42)
3. Marbles II (02:02)

Seite 3
1. Don’t Hurt Yourself (05:48)
2. Fantastic Place (06:12)
3. Marbles III (01:51)

Seite 4
1. Drilling Holes (05:11)
2. Marbles IV (01:26)
3. Neverland (12:10)

## Singleauskopplungen
Als erste Single erschien am 19. April 2004 You’re Gone mit The Damage als B-Seite. Die Single erreichte Platz 7 der UK Top 40. Die zweite Auskopplung Don’t Hurt Yourself erschien am 12. Juli 2004 und enthielt zusätzlich Liveversionen von Fantastic Place und The Damage sowie ein Promo-Video von Don’t Hurt Yourself.

## DVDMarbles on the Road
Die Aufnahmen zweier Auftritte im Londoner Astoria wurden auf dieser DVD zu einem Konzert zusammengeschnitten. Auch eine dazugehörige Live-CD wurde 2005 dazu veröffentlicht.

## Kritiken
Wie bei jedem Marillion-Album üblich, sind sich auch über Marbles die Rezensenten höchst uneins: MARILLION betreiben auf „Marbles“ Fortschritt durch Rückbesinnung, die bis zu den ersten beiden Alben mit Steve Hogarth, „Seasons End“ (1989) und „Holidays In Eden“ (1991), zurückreicht. […] „Marbles“ ist an sich kein schlechtes Album, und würde die Band, die es veröffentlicht hat nicht MARILLION heißen, könnte ich mich zu weitaus lobenderen Worten durchringen. Wem die eingeschlagene Richtung auf den Alben Marillion.com und Anoraknophobia nicht so lag, wird hier die Rückkehr zum besten Songwriting das Marillion zu bieten hat begrüßen. „Marbles“ ist endlich mal wieder ein Marillion Album, welches bis auf kleinere Durchhänger, in seiner Gesamtheit überzeugen kann. Was mich an Marbles komplett irritiert ist die Tatsache, dass ich permanent das Gefühl habe, die Musiker gingen sehr uninspiriert zu Werke. In vielen Passagen möchte man der Band, und insbesondere Hogarth, zurufen: Jetzt legt doch mal los! „Marbles“ ist ein gutes Album, auf dem mir jedoch ein paar rockige Momente mehr fehlen. Eine brillante Mischung aus Pop und Progressive Rock. Sehr zu empfehlen. Die Marillos sind in Hochform, abwechslungsreich wie nie, spielfreudig und verspielt, emotionsgeladen und cool. Marillion zeigen sich im Jahre 2004 reif wie nie und liefern eine routinierte Leistung ab. Doch die bisweilen allzu konservativen Songs im Mittelteil des Albums sorgen dafür, dass das Album in Summe „nur“ gut ist.